# Colméry
Cet article possède un paronyme, voir Cormery.
Colméry est une commune française située dans le département de la Nièvre, en région Bourgogne-Franche-Comté.
Ses habitants sont les Colméryçois.

## Géographie
Colméry est très étendue et s'élève à une altitude moyenne de 352 mètres. Elle est située à égale distance de Donzy et de Varzy.
Elle compte 271 habitants (recensement de 2020).
Le sous-sol est essentiellement composé de roches calcaires, marnes et gypses.

### Hameaux
Colméry regroupe, outre le bourg, divers hameaux et habitations isolés : la Birette, la Boissonnerie, les Bougauderies, le Châtelet, la Cour, Dreigny, les Duprés, le Foulon, la Girauderie, les Godards-du-Bas, les Godards-du-Haut, les Lacs, Malicorne, les Moiriers, la Montagne, les Moutots, la Pelotte, les Pénitiaux, le Poinçon, la Rauchière, Savigny, le Vaudoisy.

### Climat
Pour des articles plus généraux, voir Climat de la Bourgogne-Franche-Comté et Climat de la Nièvre.
En 2010, le climat de la commune est de type climat océanique dégradé des plaines du Centre et du Nord, selon une étude du Centre national de la recherche scientifique s'appuyant sur une série de données couvrant la période 1971-2000. En 2020, Météo-France publie une typologie des climats de la France métropolitaine dans laquelle la commune est exposée à un climat océanique altéré et est dans la région climatique  Centre et contreforts nord du Massif Central, caractérisée par un air sec en été et un bon ensoleillement. 
Pour la période 1971-2000, la température annuelle moyenne est de 10,4 °C, avec une amplitude thermique annuelle de 15,7 °C. Le cumul annuel moyen de précipitations est de 873 mm, avec 12,4 jours de précipitations en janvier et 8 jours en juillet. Pour la période 1991-2020, la température moyenne annuelle observée sur la station météorologique de Météo-France la plus proche, « Premery », sur la commune de Prémery à 20 km à vol d'oiseau, est de 11,1 °C et le cumul annuel moyen de précipitations est de 911,1 mm. 
La température maximale relevée sur cette station est de 40,5 °C, atteinte le 11 août 2003 ; la température minimale est de −15,1 °C, atteinte le 26 janvier 2007,,. 
Les paramètres climatiques de la commune ont été estimés pour le milieu du siècle (2041-2070) selon différents scénarios d'émission de gaz à effet de serre à partir des nouvelles projections climatiques de référence DRIAS-2020. Ils sont consultables sur un site dédié publié par Météo-France en novembre 2022.

## Urbanisme

### Typologie
Au 1er janvier 2024, Colméry est catégorisée commune rurale à habitat très dispersé, selon la nouvelle grille communale de densité à sept niveaux définie par l'Insee en 2022.
Elle est située hors unité urbaine et hors attraction des villes,.

### Occupation des sols
L'occupation des sols de la commune, telle qu'elle ressort de la base de données européenne d’occupation biophysique des sols Corine Land Cover (CLC), est marquée par l'importance des territoires agricoles (62,3 % en 2018), une proportion identique à celle de 1990 (62,3 %). La répartition détaillée en 2018 est la suivante : forêts (37,6 %), terres arables (33,9 %), prairies (28,4 %), milieux à végétation arbustive et/ou herbacée (0,2 %). L'évolution de l’occupation des sols de la commune et de ses infrastructures peut être observée sur les différentes représentations cartographiques du territoire : la carte de Cassini (XVIIIe siècle), la carte d'état-major (1820-1866) et les cartes ou photos aériennes de l'IGN pour la période actuelle (1950 à aujourd'hui).

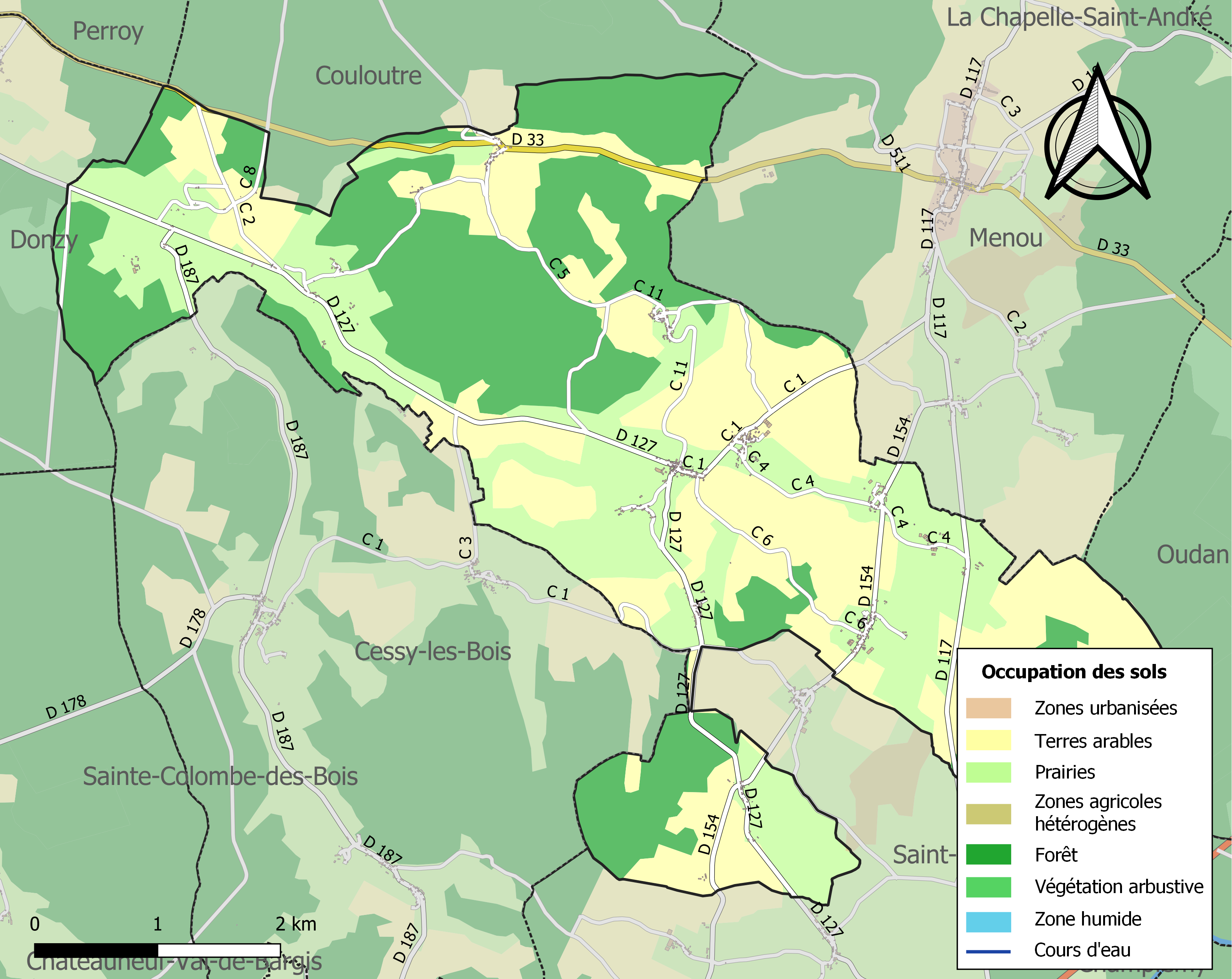
Carte des infrastructures et de l'occupation des sols de la commune en 2018 (CLC).

## Toponymie
Le nom de Colméry dérive probablement du latin columbarium, pigeonnier.

## Histoire

### Moyen Âge
- En 596[14], le règlement de saint Aunaire, 18e évêque d'Auxerre (572-604), cite Colméry dans les trente-sept paroisses du diocèse[15].
- Vers 600, on trouve le nom Columbariacum[16].
- Le 18 août 1281, on relève une troisième mention du nom qui viendrait de Columbarium (pigeonnier).
- En 1356, la région est dévastée par les Anglais et les Navarrais durant la guerre de Cent Ans. En 1367, le Donziais est à nouveau ravagé par les Anglais.

### Époque moderne
- En 1536, l'église de Saint-Aignan est édifiée.
- De 1627 à 1638, la commune connaît une épidémie de peste.
- De 1673 à 1699, le seigneur est Philippe de Troussebois, lequel réside dans sa maison seigneuriale de Colméry[17].
- Le 24 juin 1680 (jour de la Saint-Jean-Baptiste), une procession de l'église à la croix Saint-Jean a lieu. Les habitants forment le vœu de reconduire chaque année cette procession à la même date[18].
- Le 17 août 1685, l'évêque d'Auxerre, André Colbert, se rend à Colméry et témoigne : « il y a dans ladite paroisse environ 700 âmes dont il y a bien 400 communiants qui ont tous fait leurs pasques [...]. Il n'y a point de pécheurs publics. L'on ne fréquente point les cabarets pendant le service ni superstitions ni aucun abus, sinon que ledit sieur curé s'est plaint qu'après la 1re messe plusieurs personnes s'attroupent sur le cimetière et y font du bruit [...]. Après quoy aiant demandé audit sieur curé s'il estoit content de ses paroissiens, il nous a dit qu'ouy et eux nous ont dit pareillement qu'ils sont très content tant dudit sieur curé que de son prédécesseur... »[19].
- Le 20 août 1699, la seigneurie de Colméry change de mains par adjudication. Le nouveau seigneur est le marquis Armand-François de Menou, seigneur de Menou[20].
- En 1746, la « dame de Menou » baille la terre et seigneurie de Colméry pour 1230 livres par an[21].
- En 1763, la terre et seigneurie de Colméry est à vendre[22].

### Époque contemporaine
- En 1801, deux jeunes pâtres des Duprés sont dévorés par un loup[23].
- En 1854, le cimetière qui entourait l'église de Saint-Aignan est déplacé[24].
- En 1870, l'école de garçons est installée dans la maison du notaire, maison à forme de castel[24].
- En 1872, on recense dans la commune la présence de religieuses appartenant à la congrégation des sœurs de la Providence de Portieux[25].
- En 1906[26], le nombre d'habitants de Colméry, qui compte 380 maisons et 369 ménages, s'élève à 1190 individus. La commune compte parmi ses habitants un curé, deux instituteurs et deux institutrices, un notaire (employant un clerc et un garçon d’écurie), huit cantonniers, un facteur et un receveur des postes, deux gardes champêtres, deux gardes particuliers et un fossoyeur. Les commerçants sont bien représentés : 5 épicières, 2 boulangers, 1 boucher, 1 hôtelière, 1 aubergiste, 1 débitant, 1 buraliste, 2 marchands de tissus, 1 modiste, 1 marchand de grains et 1 marchand de bois. Les artisans sont nombreux : 14 couturières, 9 fendeurs[27], 7 charpentiers, 7 tisserands, 7 maçons, 6 sabotiers, 6 maréchaux-ferrants, 5 scieurs de long, 5 ménagères, 4 charrons, 3 meuniers, 3 tuiliers, 3 cordonniers (dont un bottier), 3 menuisiers, 2 cuisinières, 2 tailleurs de pierre, 1 huilier, 1 charbonnier, 1 peintre, 1 mécanicien, 1 jardinier, 1 vigneron, 1 bourrelier... La profession la plus représentée est celle de cultivateur (116) - dont beaucoup sont propriétaires de leurs terres -, suivie par les bûcherons (67), les propriétaires exploitants (40), les journaliers (26), les domestiques (20) - en réalité beaucoup plus nombreux - et les fermiers (4). On recense également dans la commune 4 rentiers et 1 institutrice retraitée. Au total, on relève à Colméry pas moins de 55 professions différentes. Il n’y a, selon le recensement de 1906, ni médecin ni sage-femme dans la commune. Enfin, 90 nourrissons sont placés dans des familles du village.
- 1908 : installation du téléphone, la commune disposant déjà du service télégraphique[28].
- En 1935, l'étude de notaire est supprimée.

### Seigneurs
Quelques seigneurs de Colméry : François de La Rivière, Hubert de La Rivière (+ en 1615), René de Rabutin (1652), François de Guibert (1648 à 1673), Philippe de Troussebois (1673 à 1699), Armand-François de Menou (1699 à 1703), Françoise-Marie de Clère (1703 à 1719), François-Charles de Menou (1719 à 1739), Augustine-Marie de Menou (1739 à 1764), Marie-Louise de Menou (1764 à 1786), Étienne-Charles de Damas-Crux (1786)...

### Armorial
Armoiries des seigneurs de Colméry :

Famille de La Rivière (XVIe siècle).
Famille de La Bussière, seigneurs du Vaudoisy.
François de Guibert, seigneur de Colméry (1648 à 1673).
Famille de Menou, seigneurs de Colméry (XVIIIe siècle).
Famille de Morogues, seigneurs de Dreigny.
Famille de Rabutin, seigneurs de Colméry.
Philippe de Troussebois, seigneur de Colméry (1673 à 1699).
Famille de Viry, sieurs de Malicorne[30].

## Politique et administration
| Période                                  | Période   | Identité            | Étiquette | Qualité               |
| ---------------------------------------- | --------- | ------------------- | --------- | --------------------- |
| 1876                                     | ?         | Louis Ernest Mignon | -         | Notaire               |
| mars 2001                                | mars 2008 | André Richer        | -         | Serrurier             |
| mars 2008                                | 2015      | Thierry Fourno      | -         | Avocat                |
| mai 2020                                 | en cours  | André Buisson       | -         | Restaurateur retraité |
| Les données manquantes sont à compléter. |           |                     |           |                       |

## Démographie
L'évolution du nombre d'habitants est connue à travers les recensements de la population effectués dans la commune depuis 1793. Pour les communes de moins de 10 000 habitants, une enquête de recensement portant sur toute la population est réalisée tous les cinq ans, les populations de référence des années intermédiaires étant quant à elles estimées par interpolation ou extrapolation. Pour la commune, le premier recensement exhaustif entrant dans le cadre du nouveau dispositif a été réalisé en 2004.

En 2022, la commune comptait 269 habitants, en évolution de −21,8 % par rapport à 2016 (Nièvre : −3,28 %, France hors Mayotte : +2,11 %).
| 1793  | 1800 | 1806  | 1821  | 1831  | 1836  | 1841  | 1846  | 1851  |
| ----- | ---- | ----- | ----- | ----- | ----- | ----- | ----- | ----- |
| 1 098 | 937  | 1 025 | 1 156 | 1 282 | 1 329 | 1 310 | 1 333 | 1 477 |

| 1856  | 1861  | 1866  | 1872  | 1876  | 1881  | 1886  | 1891  | 1896  |
| ----- | ----- | ----- | ----- | ----- | ----- | ----- | ----- | ----- |
| 1 470 | 1 537 | 1 568 | 1 553 | 1 552 | 1 456 | 1 477 | 1 418 | 1 250 |

| 1901  | 1906  | 1911  | 1921 | 1926 | 1931 | 1936 | 1946 | 1954 |
| ----- | ----- | ----- | ---- | ---- | ---- | ---- | ---- | ---- |
| 1 236 | 1 190 | 1 092 | 862  | 789  | 728  | 660  | 642  | 563  |

| 1962 | 1968 | 1975 | 1982 | 1990 | 1999 | 2004 | 2006 | 2009 |
| ---- | ---- | ---- | ---- | ---- | ---- | ---- | ---- | ---- |
| 503  | 424  | 319  | 274  | 254  | 247  | 293  | 300  | 334  |

| 2014 | 2019 | 2022 | - | - | - | - | - | - |
| ---- | ---- | ---- | - | - | - | - | - | - |
| 345  | 276  | 269  | - | - | - | - | - | - |

## Culture locale et patrimoine

### Lieux et monuments
- Église de Saint-Aignan édifiée dans le 2e quart du XVIe siècle (1536), inscrite au titre des Monuments historiques le 19 mars 1971[35],[36].
- Sept lavoirs.
- Malicorne, hameau de la commune de Colméry.

Le hameau a été construit en partie avec les pierres d'un château fort détruit vers 1367 par les Anglais. Il subsiste quelques vestiges dans la cour des Tayauts (ou cour du Taillot) dont :
- un puits (qui se trouvait au centre de la cour du château), où sont encore gravées les armoiries des familles de Viry et de la Rivière - seigneurs de Malicorne ;
- des souterrains, bouchés depuis 1975[réf. nécessaire], qui s'étendent jusqu'au bourg de Colméry ;
- des meurtrières et des pierres de taille, dont certaines sont sculptées, visibles sur certains bâtiments de la cour des Tayauts ;
- les fondations du château, visibles du ciel[réf. nécessaire].

Le nom de Malicorne viendrait de la mauvaise réputation de ses premiers seigneurs, peu accueillants et même franchement hostiles. Mal y corne : "Pour ton malheur, en vain, là, appelle au son du cor !".

## Galerie

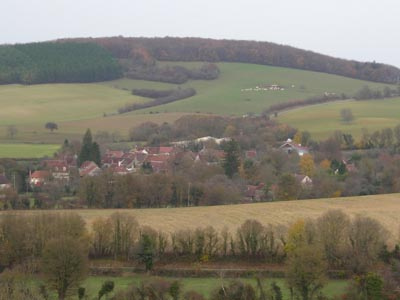
Malicorne.
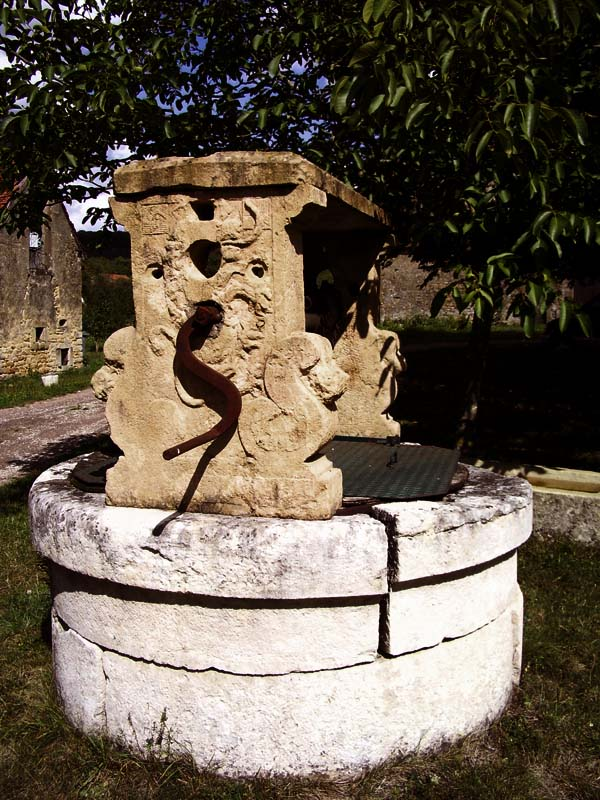
Puits de la cour des Tayauts.
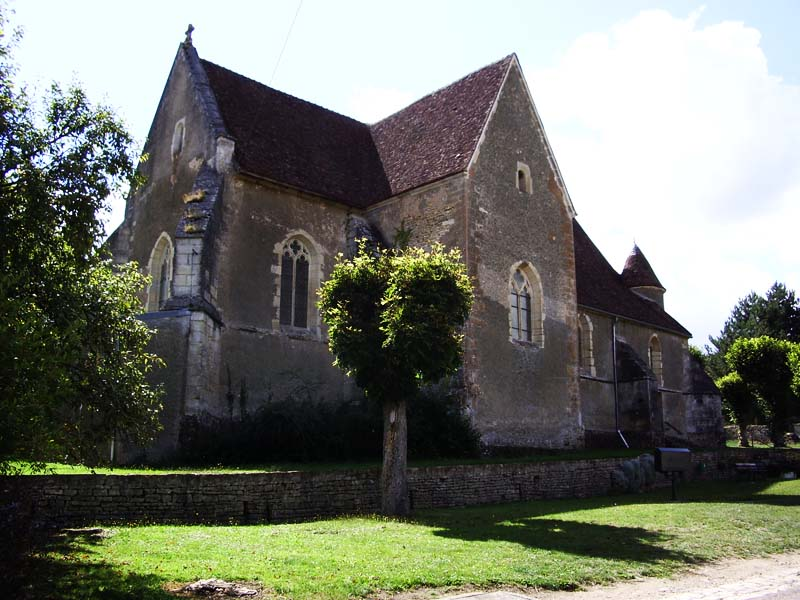
Église Saint-Aignan.
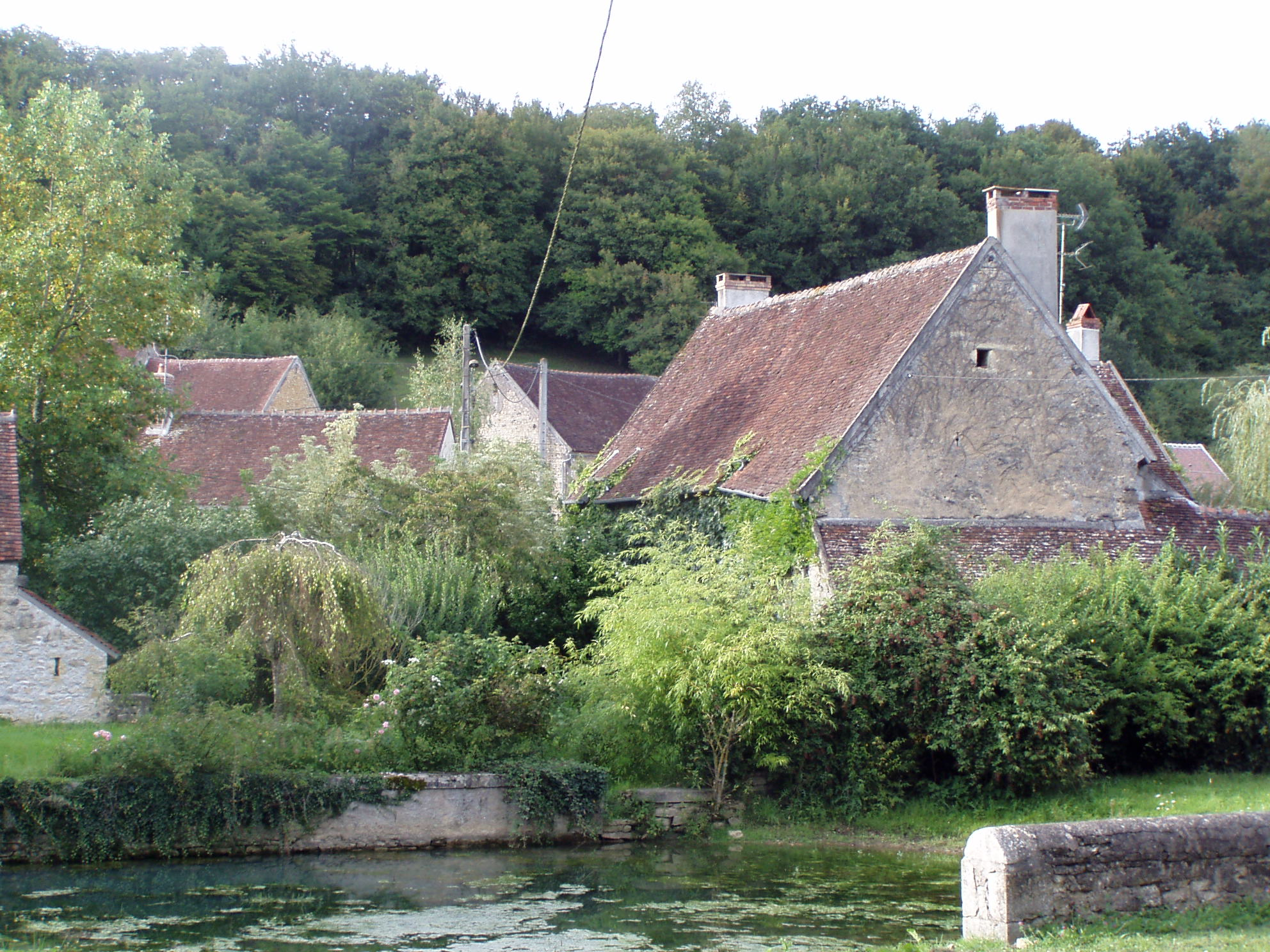
Le Vaudoisy.
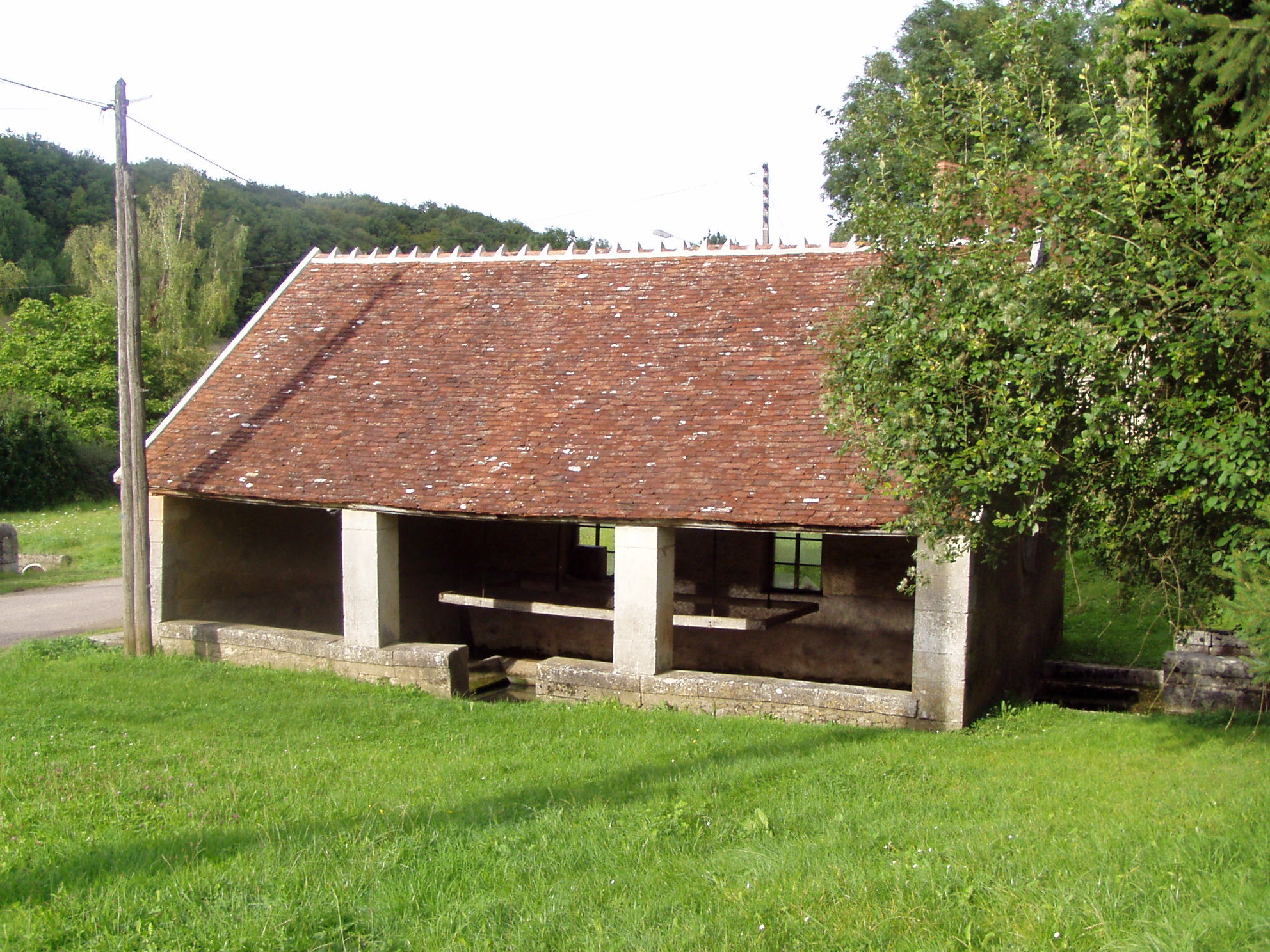
Lavoir du Vaudoisy.

### Personnalités liées à la commune

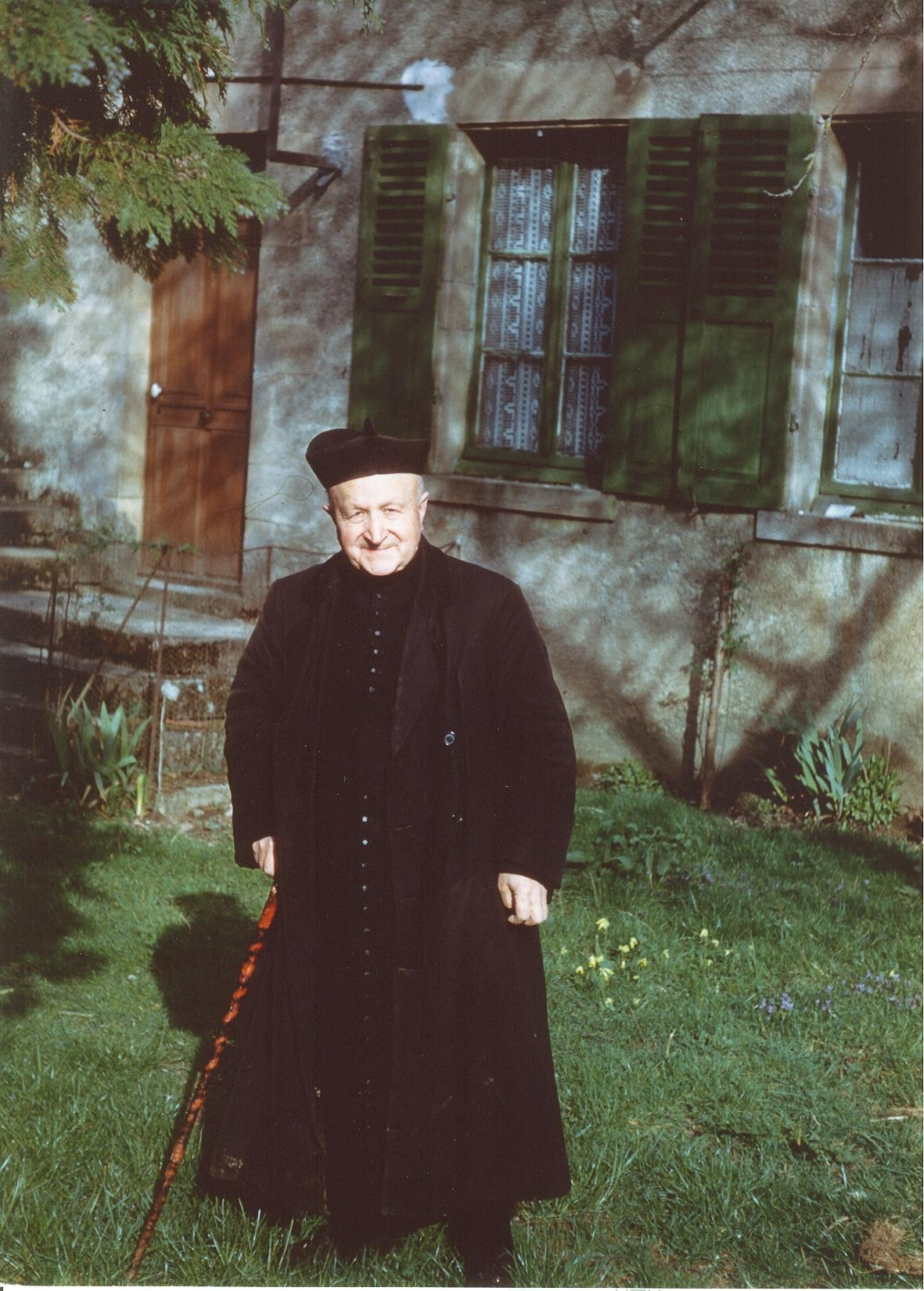
L'abbé Charrault en 1951 (photo de Jean-Louis Coignet).

- Étienne et François Dupré d'une part, Antoine Penissiault d'autre part, sont les plus anciens habitants de Colméry identifiés (1519)[38], des patronymes qui ne sont évidemment pas sans rapport avec deux des hameaux de Colméry : les Duprés et les Pénitiaux.
- Lucien Charrault (9 avril 1870 à Châteauneuf-Val-de-Bargis – 9 mai 1953 à  Colméry) est un ecclésiastique français et un historien local. La photo ci-contre, datant du printemps 1951, le montre dans le jardin de sa maison, située en face de la mairie de Colméry.

- Armand Desbordes, noble, lieutenant d'infanterie au régiment de Normandie, vit aux Duprés (1699)[39].
- François de Guibert, seigneur de Colméry (1648-1673) et autres lieux, se distingue au Portugal, entre 1641 et 1643, lors de la guerre de la Restauration opposant l'Espagne et le Portugal. Le colonel Chantereine - ainsi est-il désigné dans les documents de l'époque - est envoyé au Portugal par Richelieu. On lui décerne alors le grade de colonel de chevau-légers et il prend le commandement d'un régiment français. Salué pour son courage et son sens du commandement, François de Guibert est surnommé par ses soldats portugais le coronel da arcada (colonel de l'arcade) en raison de la grande boucle d'oreille (arcada, en portugais ancien) qu'il porte à l'oreille droite. Les combats auxquels il participe sont relatés dans plusieurs documents d'époque[40]. De retour en France, il vit à Cessy-les-Bois (Nivernais). Les archives font état de sa qualité de conseiller et de maître d'hôtel ordinaire du roi Louis XIV[41].